# Keisha
Ne doit pas être confondu avec Kesha ou Keisha (prénom).
Keisha, née le 25 octobre 1966 à Los Angeles, est une danseuse exotique et actrice de films pornographiques américaine.

## Biographie
Keisha a des origines amérindienne, mexicaine et suédoise. Elle fut éduquée dans le cadre strict de l'Église fondamentaliste « Church of Christ ». On lui interdisait de porter des jupes courtes.
Elle étudie au Westchester High School (Los Angeles) et est diplômée en 1984 à 17 ans. Elle travaille comme secrétaire réceptionniste, puis en mars 1985 elle travaille au téléphone rose. Les clients étaient excités par son sex-appeal.
Elle devient danseuse professionnelle dans les enterrements de vie de célibataire. En février 1986, la compagnie téléphonique l'envoie comme représentante de l'entreprise aux XRCO Awards, où elle sera fascinée par le style de vie des actrices porno qui gagnent beaucoup d'argent.
Elle commence dans le film "Reckless Passion", depuis elle a joué dans plus de 300 films.
Elle se marie le 8 août 1992 et obtient un diplôme de physiologie en 1999.
En 2006, elle apparait dans le film Beer League.

## Récompenses
- AVN Hall of Fame
- XRCO Hall of Fame

## Filmographie sélective
- Lesbian Chronicles 1 (2008)
- Women Seeking Women 36 (2007)
- Lesbian Seductions: Older/Younger 12 (2007)
- Lesbian Seductions: Older/Younger 9 (2006)
- Lesbian Seductions: Older/Younger 8 (2006)
- Golden Age of Porn: Victoria Paris (2004)
- Real Female Orgasms 4 (2003)
- Anal Invasion 1 (2002)
- Lost Hienie (2002)
- Edge Play (2001)
- Real Female Orgasms 1 (2000)
- Buttwoman 2000 (2000)
- S.M.U.T. 16 (2000)
- Older Women Hotter Sex (2000)
- Cumback Pussy 25 (1999)
- Overtime 2 - Buttilicious (1998)
- Hollywood Halloween Sex Ball
- Beat Goes On (1987)
- Ride the Pink Lady (1986)
- Innocent tabou (1986) Colmax